# Consulat général d'Algérie à Paris
Le consulat général d'Algérie à Paris est une représentation consulaire de la République algérienne démocratique et populaire en France. Il est situé 1 passage du Trône dans le 11e arrondissement de Paris.

## Historique
Le consulat général d'Algérie à Paris était depuis les années 1990 installé 48 rue Bouret, dans le 19e arrondissement. Abderahmane Meziane Cherif, consul général à Paris de 2004 à 2010, décide de le faire déménager au 11 rue d'Argentine, près de l'avenue des Champs Élysées. Le bâtiment de la rue Bouret, acheté dans les années 1990, abrite depuis l'École internationale d'Algérie.
En 2019, le consulat déménage de nouveau, au 1 passage du Trône, tout près de la place de la Nation dans le 11e arrondissement (ligne 2 du métro, station Avron).
Un nouvel ambassadeur, Saïd Moussi est nommé en 2022.